# Aaltohuset
La Aaltohuset (anche chiamata in svedese Blå huset, "casa blu", o Sundh-center, "Centro Sundh") è uno degli edifici più famosi di Avesta.
Fu progettato dall'architetto finlandese Alvar Aalto, in collaborazione con Albin Stark.